# Гридь
Гриди (ед. ч. «гридь») — в Древней Руси княжеские дружинники, телохранители князя (IX—XIII века). Жили в дворцовых помещениях — гридницах. В Новгородской республике — постоянное войско, непосредственно подчинявшееся посаднику и располагавшееся в новгородских пригородах в качестве засады (гарнизона).

## Происхождение и употребление
Термин как обозначение всех дружинников известен только по новгородским источникам и употреблялся только в Новгороде. Не известен в южной Руси, где вместо него употреблялся для обозначения старшей дружины термин бояре. В Древней Руси гридя, гридня, гридень означало княжеского дружинника младшей дружины. Гридь, гридьба, гриди - княжья младшая дружина. Отсюда родились фамилии: Гридасов, Гридин, Гриднев, Гриднин, Гридунов. Любопытно, что те же слова Гридя, Гридин, Гридень, никак не связанные с крестильным именем, использовались как уменьшительные от Григорий. Гриднев Мешай, дворецкий казанского архиепископа, жил в 1565 году.
Согласно данным этимологического словаря Макса Фасмера, слово гридин имеет древнескандинавское происхождение. Ближайшая этимология: мужской род — воин, княжеский телохранитель, только древнерусское — гридинъ — то же (первое в РП 27), украинское — гридниця — казарма, гарнизон. Дальнейшая этимология: старинное заимствование из древнескандинавского мужского рода — gridi, gridmar — товарищ, телохранитель — от grid — средний род — убежище в чьем-либо доме; см. Ванстрат 37; Тернквист 46 и сл.; Томсен, Ursprung 135; Бернекер 1, 352.
Кроме этого есть похожее мнение исследователей, которые производили термин или от скандинавского gred, меч, или hird, hirdin — название телохранителя княжеского. Я. К. Грот производит его от ирландского grid — дом, двор — и «гриди» даёт значение «дворни», «дворовых людей». Благодаря этому производству выясняется и значение древней «гридницы» как части дворца, где жила гридня, княжеская дворня. С конца XII века термин «гридня» исчезает и вместо него появляется «двор» в смысле младшей дружины.
Гридница и гридня в смысле великокняжеского покоя встречаются и в былинах Владимирова цикла.
Гридня, гридница ж. покой или строения при дворце княжеском, для гридней: приемная, сборная, где древние князья принимали запросто. В свадебных песнях (где молодые величаются всегда князем и княгиней), комнату, в которой играют свадьбу, также называют гридницей. Он (князь, т. е. молодой) по светлой гридне похаживает, на свет-княгиню поглядывает. Гри(ы)дня орл-болх. изба, избёнка, лачуга. Хоть растопись, а всё гридня холодная (Толковый словарь Даля).